# ۱۸۷۵

## زادروزها
- محمد مارمادوک پیکتال

- ۵ ژانویه – جیمز استوارت بلکتون، تهیه‌کننده و کارگردان آمریکایی
- ۲۲ ژانویه – دیوید وارک گریفیث، تهیه‌کننده، بازیگر، و کارگردان آمریکایی
- ۲ فوریه – فریتز کرایسلر، آهنگساز اتریشی
- ۴ فوریه – لودویگ پرانتل، فیزیک‌دان و مهندس آلمانی
- ۲۶ مارس – ایسونگمن ری، سیاست‌مدار اهل کره جنوبی
- ۲۸ ژوئن – هنری لبگ، ریاضی‌دان فرانسوی
- ۱ سپتامبر – ادگار رایس باروز، نویسنده آمریکایی
- ۱۲ اکتبر – آلیستر کراولی، نویسنده، شاعر و بنیانگذار آیین تلما
- ۲۳ اکتبر – گیلبرت لوییس، شیمی‌دان آمریکایی
- ۳۱ اکتبر – والابای پاتل، سیاست‌مدار و وکیل هندی

## درگذشت‌ها
- ۱ مارس – تریستان کوربیر، شاعر فرانسوی (ز. ۱۸۴۵)
- ۱۷ مه – جان سی. برکینریج، سیاست‌مدار آمریکایی (ز. ۱۸۲۱)
- ۳ ژوئن – ژرژ بیزه، آهنگساز فرانسوی (ز. ۱۸۳۶)
- ۳۰ ژوئیه – جرج پیکت، نظامی آمریکایی (ز. ۱۸۲۵)
- ۳۱ ژوئیه – اندرو جانسون، افسر و سیاست‌مدار آمریکایی (ز. ۱۸۰۸)
- ۴ اوت – هانس کریستیان آندرسن، از معروف‌ترین داستان نویسان جهان زاده دانمارک (ز. ۱۸۰۵)
- ۲۲ نوامبر – هنری ویلسون، سیاست‌مدار آمریکایی (ز. ۱۸۱۲)